# Édouard Ogier d'Ivry
Pour les autres membres de la famille, voir Famille Ogier.
Édouard-Louis-Marie, comte Ogier d'Ivry, né le 25 décembre 1843 au Mans, mort le 15 mars 1902 à Alger, est un militaire et écrivain français.

## Biographie
Sorti de Saint-Cyr, Édouard Ogier d'Ivry fut nommé sous-lieutenant au 5e régiment de lanciers en octobre 1866 et fut stagiaire à l'école de cavalerie de Saumur. Il passa en mai 1869 dans la Garde Impériale au régiment des Guides. En 1870, il assiste à la guerre contre l'Allemagne comme aide de camp du général de Bernis, commandant une brigade de cavalerie du 5e Corps d'armée. Promu lieutenant le 16 novembre 1870, il passe au 16e régiment de dragons. En octobre 1875, il est nommé capitaine au 9e hussards.
Il épouse en 1878 la petite fille du marquis de Chamborant.
Il finit sa carrière comme chef d'escadron au 1er régiment de hussards.
Il écrivit plusieurs ouvrages, dont des historiques sur différents régiments de cavalerie, et publia dans Le Parnasse, organe des concours littéraires de Paris, La Jeune France, La Vie Littéraire, Le Chat Noir, La Plume, ...

## Œuvre
- Dernières rimes de cape et d'épée : choses d'amour, choses de guerre, 1887
- Historique du 9e régiment de Hussards et des guides de la garde, 1891
- Rimes de cape et d'épee ... Pour solde!: Vers périmés. - Lot d'héroïsme. - Warants d'ames, 1899
- Historique du 1er Régiment de Hussards d'après le manuscrit du Commandant Ogier d'Ivry, 1901